# Gem Lake
Gem Lake – miasto w Stanach Zjednoczonych, w stanie Minnesota, w hrabstwie Ramsey.